# Hébelt Ede
Hébelt Ede (Budapest, 1879. február 16. – Budapest, 1961. július 3.) szociáldemokrata politikus, ügyvéd, nemzetgyűlési képviselő.

## Életpályája
1908-tól Eperjesen a jogakadémia tanára volt, majd egyetemi magántanárrá nevezték ki, emellett pedig a Jogvédő Egyesület ügyészeként is működött. Még 1905-ben lépett be a Magyarországi Szociáldemokrata Pártba. Az őszirózsás forradalmat követő időszakban a kultuszminisztériumban dolgozott a diákügyi miniszteri biztosa irányítása alatt. A kommün alatt a munkásegylet tanára, illetve vezetője volt. 1922-ben Sopron nemzetgyűlési képviselője lett. A Horthy-korszak idején számos kommunistaellenes perben képviselte a védelmet, és a Magyarországi Vörös Segélyben is tevékenykedett. A világháború után támogatója volt a két munkáspárt együttműködésének, 1954–1956 között pedig az MDP KB tagja volt. 1961-ben halt meg Budapesten.
1992-ben posztumusz megkapta a Demény Pál-emlékérmet.

## Műve
- Tanulmányok a jogügyletről. A jogtudomány szociológiai vagy kritikai módszere (Bp., 1912)

## Emlékezete
- 1968 és 1990 között utcanév őrizte az emlékét Budapest Pasarét városrészében (Hébelt Ede névalakban), bizonyára nem függetlenül attól, hogy a második világháború utolsó éveiben valahol azon a környéken élt egy szükséglakásban; az utca ma a Pázsit utca nevet viseli.